# كريستوفر بيرس باستور
كريستوفر بيرس باستور (بالإسبانية: Cristóbal Pérez Pastor) (توبار، البسيط (مقاطعة) 1842م - مقاطعة هورتشا،غوادالاخارا (مقاطعة) ،21أغسطس1908م). هو مؤلف في شتى العلوم، والمتضلع الإسباني في معرفة الكتب والمخطوطات.

## السيرة الذاتية
ألتحق في فترة شبابهِ بمدرسة سان فولخانسيو الإكليريكية وترقى حتى أصبح قسيس. وكان كلاً من أوريويلا، وتوبارا هم أوائل رعاياه حتى صار رئيساً «لسان روكى». وشغفه بالمعرفة جعله ينتقل إلى مدريد لدراسة العلوم، حتى أصبح دكتوراً في الفيزياء والكيمياء.
نجح بيرس أن يكون أستاذ كُرسي الزراعة في جامعة سان خوان في بورتو ريكو، لكنه تنازل عن منصبه هذا قبل أن يمارسه بسبب ألتزاماته الدينية (عُين كقسيس لكنيسة أتوتشا، ثم لدير ديسكلساس ريال). كما دَرسَ بالمدرسة الدبلوماسية العُليا بمدريد، وبعد انتهاء فترة دراسته عام 1874م صار أستاذ مساعد لمادة الاختبارات العملية وتصنيف المتاحف، ولكنه قرر تركه؛ بالرغم من تعارض هذا مع المناهج التربوية لهذه المادة. في 1881م ألتحق بهيئة أُمناء المحفوظات والمكتبات، وعُين بالمكتبة التابعة لمقاطعة طليطلة (1882م)، ثم عُين في المكتبة الوطنية الإسبانية، والأكاديمية الملكية للتاريخ، والأرشيف القومي للتاريخ. وعام1905م تم اختيارهِ للعمل بالأكاديمية الملكية الإسبانية، لكنه لم يستلم وظيفتهِ.
قام بيرس بمراجعة المحفوظات والمكتبات في جميع أنحاء البلاد، وخاصة في الأرشيف التاريخي لبروتوكولات بمدريد؛ بحثاً عن وثائق حول ميغيل دي ثيربانتس، ولوبي دي فيغا، وبيدرو كالديرون دي لا باركا، وخطابات حول إجبار الطباعة، وشراء الورق، وشواهد لكُتاب مشهورين، أو أي وثيقة لها علاقة ليست فقط بالإنتاج، بل بحياة الكُتاب أيضاً.
كان رجلٌ ذي ثقافة واسعة، وجليساً سمراً مع بينيتو بيريث جالدوس
، ومارتيلينو مينينديث أي بيلايو، وبيو باروخا. كما نظم عام 1905م معرض للذكرى المئوية لثيربانتس والذي عرض في المكتبة الوطنية الإسبانية، مما جعله يواجه هجمات من فرانسيسكو رودريجو مارتين. وفي ذلك العام أيضاً، كما قيل إنه عمل كأكاديمياً للغة ليشغر الوظيفة المتروكة بواسطة السياسي فرانسيسكو سيلفيلا، لكنه آنذاك كان مريضاً وقضى فترات طويلة في مقاطعة هورتشا، غوادالاخارا.
كان واحداً من المتضلعين الإسبان المشهورين في الكتب والمخطوطات إلى جانب مارثيلينو مينينديث أي بيلايو، والفقيه اللغوي مانويل ميلا، وفرانسيسكو رودريجو مارين، ورامون مننديث بيدال، كما فاز بالعديد من الجوائز من المكتبة القومية عن معرفته بالكتب والمخطوطات. وتعاون أيضاً مع مجلات للتحرير الأدبي بكل أوروبا خاصة مجلة المحفوظات ومكتبات ومتاحف.

## قائمة المراجع
Francisco Candel Crespo, "Don Cristóbal Pérez Pastor (1844-1908): un ilustre sacerdote albaceteño. Sus años fulgentinos y murcianos" en Al-Basit: Revista de estudios albacetenses, ISSN 0212-8632, Nº. 42, 1999, pags. 205-210
Joaquín Hurtado Moya, "Un eximio cervantista: Cristóbal Pérez Pastor", en Revista de Semana Santa de Tobarra, Asociación de Cofradías de Semana Santa, 1983, s/p